# 苍山越桔
苍山越桔（学名：Vaccinium delavayi）为杜鹃花科越桔属下的一个种。

## 扩展阅读
- 維基物種上的相關：苍山越桔